# Senrei
Senrei (inny tytuł: Baptism of Blood) – japoński film pełnometrażowy z 1996 roku, łączący w sobie cechy kryminału, dramatu, horroru i thrillera.

## Fabuła
Choroba skóry zmusza piękną aktorkę do porzucenia zawodu. Po wielu latach przetransportowuje swój mózg do ciała córki Sakury. Po operacji rozpoczyna nowe życie jako zwyczajna mała dziewczynka. Zniknięcie matki Sakury wzbudza zainteresowanie. Pojawia się detektyw, który zaczyna węszyć dookoła. Po pewnym czasie cała sprawa zostaje wyjaśniona...